# Хорватський футбольний союз
Хорва́тський футбо́льний сою́з (хорв. Hrvatski nogometni savez) — організація, що здійснює контроль і управління футболом у Хорватії. Розташована в Загребі. Союз організовує діяльність і управляє національними збірними з футболу (чоловічою та жіночою, молодіжними). Під егідою союзу проводяться змагання в чоловічому та жіночому чемпіонатах Хорватії та в багатьох інших турнірах.

## Історія
ХФС вважає датою свого заснування 1912 рік, коли при його кермі став Мілован Зорнічич, а сама країна ще входила до Австро-Угорщини. У 1919 році всі спортивні федерації Хорватії перейшли у відання Королівства Югославія.
6 серпня 1939 року ХФС знову став самостійним. 17 липня 1941 року ФІФА визнала ХФС як національну асоціацію Незалежної Держави Хорватія, заснованої усташами, і вважала його своїм членом до утворення СФРЮ.
Востаннє ФІФА визнала своїм членом ХФС 3 липня 1992 року, після розпаду Югославії, а УЄФА прийняла його 17 червня 1993 року.